# Cobitis narentana
Espèce
Synonymes
- Cobitis taenia narentana Karaman, 1928[1]

Statut de conservation UICN

 VU D2 : Vulnérable
Cobitis narentana est une espèce de poissons de la famille des Cobitidae qui se rencontre en Croatie et en Bosnie-Herzégovine. 

## Statut IUCN
Cobitis narentana est considéré comme une espèce menacée en raison de la pollution des eaux et de l'introduction de poissons exotiques.

## Description
La taille maximale connue pour Cobitis narentana est de 90 mm pour les femelles et de 102 mm pour les mâles. Son espérance de vie est de 5 ans maximum.

## Étymologie
Son nom spécifique, narentana, fait référence à la Neretva (également orthographiée Narenta), une rivière traversant la Croatie et la Bosnie-Herzégovine, et qui est la localité type de cette espèce.